# أحمد جمال (لاعب كرة قدم)
أحمد جمال هو لاعب كرة قدم مصري في مركز الوسط، ولد في 3 يناير 1994 في محافظة الغربية في مصر. لعب مع نادي بيراميدز ويلعب حاليا مع فاركو.

## وصلات خارجية
- أحمد جمال (لاعب كرة قدم) على موقع قاعدة بيانات كرة القدم.إي يو (الإنجليزية)
- أحمد جمال (لاعب كرة قدم) على موقع Soccerway.com (الإنجليزية)
- صفحة اللاعب على موقع كووورة